# Институт высокотемпературной электрохимии УрО РАН
Институт высокотемпературной электрохимии Уральского отделения Российской академии наук (сокращенно ИВТЭ УрО РАН) является профильным академическим учреждением, которое проводит фундаментальные и прикладные исследования, направленные на создание, развитие и использование процессов, материалов и устройств в области высокотемпературной физической химии и электрохимии расплавленных солей и твердых электролитов.

## История создания
Институт высокотемпературной электрохимии был создан по решению Уральского филиала Академии наук СССР (УФАН СССР) в январе 1958 года. Директором-организатором Института был назначен Михаил Владимирович Смирнов.  
Электрохимические исследования на Урале начались еще в 1930-х годах прошлого столетия. Одним из основателей уральской научной электрохимической школы стал Сергей Васильевич Карпачев, именно под его руководством сложился научный коллектив из сотрудников Уральского филиала Академии наук СССР и Уральского политехнического института (ныне Уральский федеральный университет им. первого президента России Б.Н. Ельцина), который стал основой для последующего создания лаборатории расплавленных солей, а затем и института. 
Исследования в области физической и  неорганической химии, электрохимии и металлургии были связаны не только с необходимостью научного обоснования развивавшихся на Урале высокотемпературных электрохимических технологий получения  магния и алюминия, но и для решения теоретических проблем электрохимии конденсированных сред. Уральские электрохимики изучали электродную поляризацию и электрокапиллярные явления в расплавах, в том числе  контактную разность потенциалов металлов. Эти исследования, которые начал академик Александр Наумович Фрумкин, сыграли существенную роль в создании современной теории электродного потенциала. 
Многие результаты, полученные в институте в первые годы, не подлежали открытой публикации и обсуждению. Между тем коллектив института разрастался, появлялись новые лаборатории: расплавов, электролиза расплавов, радиохимии, электрокристаллизации, источников тока и лаборатория исследования оксидных твердых электролитов. 
В разработку фундаментальных основ электрохимии расплавленных и твердых электролитов внесли вклад многие ученые, некоторые из них: член-корреспондент АН СССР С.В. Карпачев , академик А.Н. Барабошкин , доктора наук М.В. Смирнов , С.Ф. Пальгуев, Л.Е. Ивановский, Н.Г. Илющенко , Г.К. Степанов, В.Н. Чеботин , М.В. Перфильев , Е.И, Бурмакин, Л.Д. Юшина ,  А.Т. Неуймин,  В.А, Хохлов, В.П. Степанов , И.Н. Озеряная, Ю.П. Зайков , Э.Х. Курумчин, кандидаты наук А.К. Демин ,  В.П, Горелов, Б.Л. Кузин и возглавляемые ими коллективы.